# Cắt bớt cổ phần
Cắt bớt cổ phần (ECO hoặc kéo dài một phần) là một kiểu tổ chức lại doanh nghiệp, trong đó một công ty tạo ra một công ty con và IPO nó sau này, trong khi giữ lại quyền kiểm soát  Thông thường, lên đến 20% cổ phần công ty con được cung cấp cho công chúng. Giao dịch tạo ra hai thực thể pháp lý riêng biệt, công ty mẹ và công ty con với các ban giám đốc, đội ngũ quản lý, tài chính, và giám đốc điều hành riêng. Cắt bớt cổ phần tăng việc tiếp cận thị trường vốn, cho phép công ty con được cắt ra cơ hội tăng trưởng mạnh mẽ, trong khi tránh được các tín hiệu tiêu cực liên quan đến chào bán trơ trẽn (SEO) của công ty mẹ.